# 鄭周敏
鄭周敏（英語：Tan Yu，1936年4月5日—2002年3月12日），生於中國福建省泉州市石獅永寧鎮西厝村，移民菲律賓，著名商人，創辦了亞洲世界集團（Asiaworld International Group）。1997年，美國富比士雜誌，將他列入世界前十大富豪之中，為華人首富，也是菲律賓首富。

## 生平
鄭周敏生於中華民國福建省泉州市石獅，5歲時隨家人移民菲律賓，居住在呂宋島北甘馬粦省的漁村之中。13歲時，至馬尼拉投靠親戚，成為內衣店學徒。18歲時，開始紡織事業。
1961年，結識菲律賓地產商人，開始投資房地產。
1967年，他計劃至美國就讀大學，經日本轉機時，聽到一間美日合資的紡紗廠要出售，他決定將它標下，至馬拉尼建廠。
女兒鄭綿綿曾任台北環亞大飯店董事長。